# Juan Cirerol
Juan Antonio Cirerol Romero (Mexicali, Baja California, 8 de junio de 1987) es un compositor y músico mexicano.

## Biografía
Creció escuchando música norteña. Su abuelo escuchaba country de los Estados Unidos. Entre sus influencias cita a Cornelio Reyna, Ramón Ayala y Johnny Cash. Estudió guitarra clásica mientras estudiaba en la Universidad Autónoma de Baja California, la cual abandonó, posteriormente se dedicaría a la música.
Formó su primera banda con un primo llamándola Mi dulce señor, en referencia a My Sweet Lord de George Harrison. Luego integró el trío X=R7. A mediados de los años 2000 integró la banda Cancer Bullet, con quienes interpretaba punk en inglés. Luego de una gira por Estados Unidos con su banda, sufrió una "crisis de identidad" y decidió cambiar de estilo y componer canciones diferentes, bajo un estilo cercano a la norteña, el corrido y el country pero con influencias contemporáneas.

Me dije: ‘¿y ‘ónde quedamos nosotros, mexicanos cantando en inglés’?, ¿‘ónde quedamos?’ Me sentí muy falso… más de lo que me sentí en toda mi vida
Juan Cirerol

Empezó a tocar sus canciones en las ciudades fronterizas mexicanas de Hermosillo, Mexicali y Tijuana. Fue Juan Carlos Reyna, músico de Nortec, quien le convenció de emigrar a la Ciudad de México para dar a conocer ahí sus canciones, las cuales tuvieron aceptación. En septiembre de 2011 su canción Corrido Chicalor fue considerada en la lista Music Alliance Pact del medio inglés The Guardian.
Ha abierto conciertos a bandas y músicos como Andrés Calamaro, Enrique Bunbury, Jake Bugg y Zoé, y participado en festivales como South By Southwest y Vive Latino.

## Controversia
Después del sismo que afectó a México el 19 de septiembre de 2017, Cirerol señaló en Twitter Debería darme tristeza el sismo del D.F., pero no, lo cual causó indignación entre los usuarios. Más adelante pidió disculpas por sus declaraciones.

## Discografía

### Álbumes
- 2008: No Mas Sirvo Pa' Cantar (Vale vergas discos)
- 2010: Ofrenda al Mictlán (Vale vergas discos)
- 2012: Haciendo leña (Discos Intolerancia)
- 2013: Cachanilla y flor de azar (Ciresongs Records)
- 2014: En donde estás (Universal Music)[10]
- 2015: Todo fine (Universal Music)
- 2015: Punk feeling [EP] (Digital álbum) (Juan Cirerol)[11]
- 2016: En los días de música triste [EP] (Universal Music)
- 2017: Mexicali (Digital álbum) (Juan Cirerol)[12]
- 2017: Bad kid (Digital álbum) (Juan Cirerol)[13]
- 2017: Picando cebolla (Digital álbum) (Juan Cirerol)[14]
- 2017: La shora pisada (Digital álbum) (Juan Cirerol)[15]
- 2017: Soy rancherito soy fronterizo (Digital álbum) (Juan Cirerol)[16]
- 2017: Buenas noches y primeras teorías (Digital álbum) (Juan Cirerol)[17]
- 2021: Mexicali (Versión 2021)[18]
- 2022: Folky Songs (Fat Baby Records)[19]